# 稲田駅
稲田駅（いなだえき）は、茨城県笠間市稲田にある東日本旅客鉄道（JR東日本）水戸線の駅である。
当駅は笠間市西部に位置し、同市の景勝地、石切山脈・西念寺・稲田神社の最寄駅である。

## 歴史

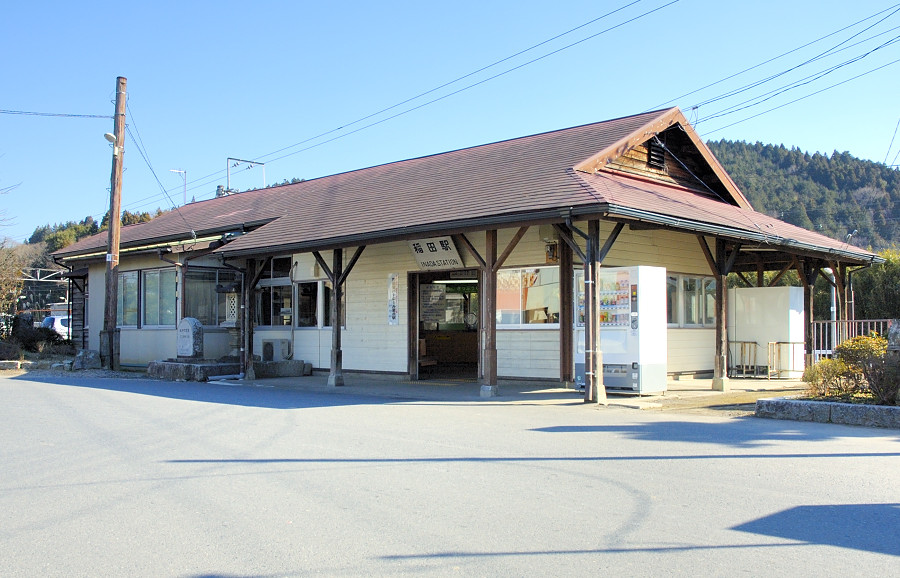
旧駅舎（2007年1月）

石切山脈から稲田御影石を輸送するため石材業者鍋島彦七郎が地元民の協力の下用地を日本鉄道に提供して、1897年（明治30年）に貨物駅として開業したのを始まりとする。翌年からは旅客の取扱いもするようになったが主力は石材輸送であり、最盛期の大正時代には1日平均貨車30両以上の発送があった。石材運搬に必要な設備が設けられ、駅北側には石材を積出すための稲田人車軌道も敷設されていた。
駅舎は1898年（明治31年）12月に竣工したものが長らく残っていたが、老朽化により建て替えられた。現駅舎は2012年（平成24年）10月に着工、2013年（平成25年）3月6日に供用開始された。地元の稲田石を使った木造平屋建て49.6平方メートルの駅舎で、2014年には隣接して市営の石の展示施設「石の百年館」が開館している。

### 年表
- 1897年（明治30年）6月5日：水戸鉄道の貨物駅として開設。8日より営業開始[5]。
- 1898年（明治31年）
  - 5月8日：普通停車場として営業開始[5]。
  - 12月：駅舎竣工[6]。
- 1906年（明治39年）11月1日：国有化[9]。
- 1907年（明治40年）：構内を大拡張[5]。
- 1909年（明治42年）10月12日：線路名称制定により、水戸線の駅となる[9]。
- 1917年（大正6年）4月7日：2番線に計重台（秤量30トン）を新設[5]。
- 1922年（大正11年）9月26日：石材積込の車の往来が多いため、街道踏切に踏切番舎を新設[5]。
- 1931年（昭和6年）2月14日：第1ホームにガントリークレーン（能力3トン）を新設[5]。
- 1936年（昭和11年）
  - 2月10日：第3ホームに簡易門型クレーン[10]（能力3t）を新設[5]。
  - 10月12日：第2ホームにガントリークレーン（能力3トン）を新設[5]。
- 1958年（昭和33年）12月19日：貨車移動機（加藤製作所ディーゼル）を配備[5]。
- 1976年（昭和51年）1月9日：貨車移動機（10t機）連動付車を配備[5]。
- 1984年（昭和59年）2月1日：貨物取扱廃止[2]、無人駅化[11]。
- 1987年（昭和62年）4月1日：国鉄分割民営化に伴い、東日本旅客鉄道（JR東日本）の駅となる[2]。
- 2001年（平成13年）11月18日：ICカードSuica供用開始。
- 2009年（平成21年）3月14日：発車メロディ導入。
- 2013年（平成25年）3月6日：新駅舎使用開始[8][12]。
- 2014年（平成26年）3月30日：駅前に「石の百年館」開設[13]。
- 2024年（令和6年）8月1日：笠間市による乗車券委託販売（簡易委託）の受託を解除し、終日無人化[14]。

## 駅構造
相対式ホーム2面2線を有する地上駅。両ホームは跨線橋で連絡している。駅舎は1番線に面している。
水戸統括センター（友部駅）管理の無人駅。簡易Suica改札機が設置されている。

### のりば
| 番線 | 路線    | 方向 | 行先     |
| ---- | ------- | ---- | -------- |
| 1    | ■水戸線 | 下り | 水戸方面 |
| 2    | ■水戸線 | 上り | 小山方面 |

（出典：JR東日本:駅構内図）

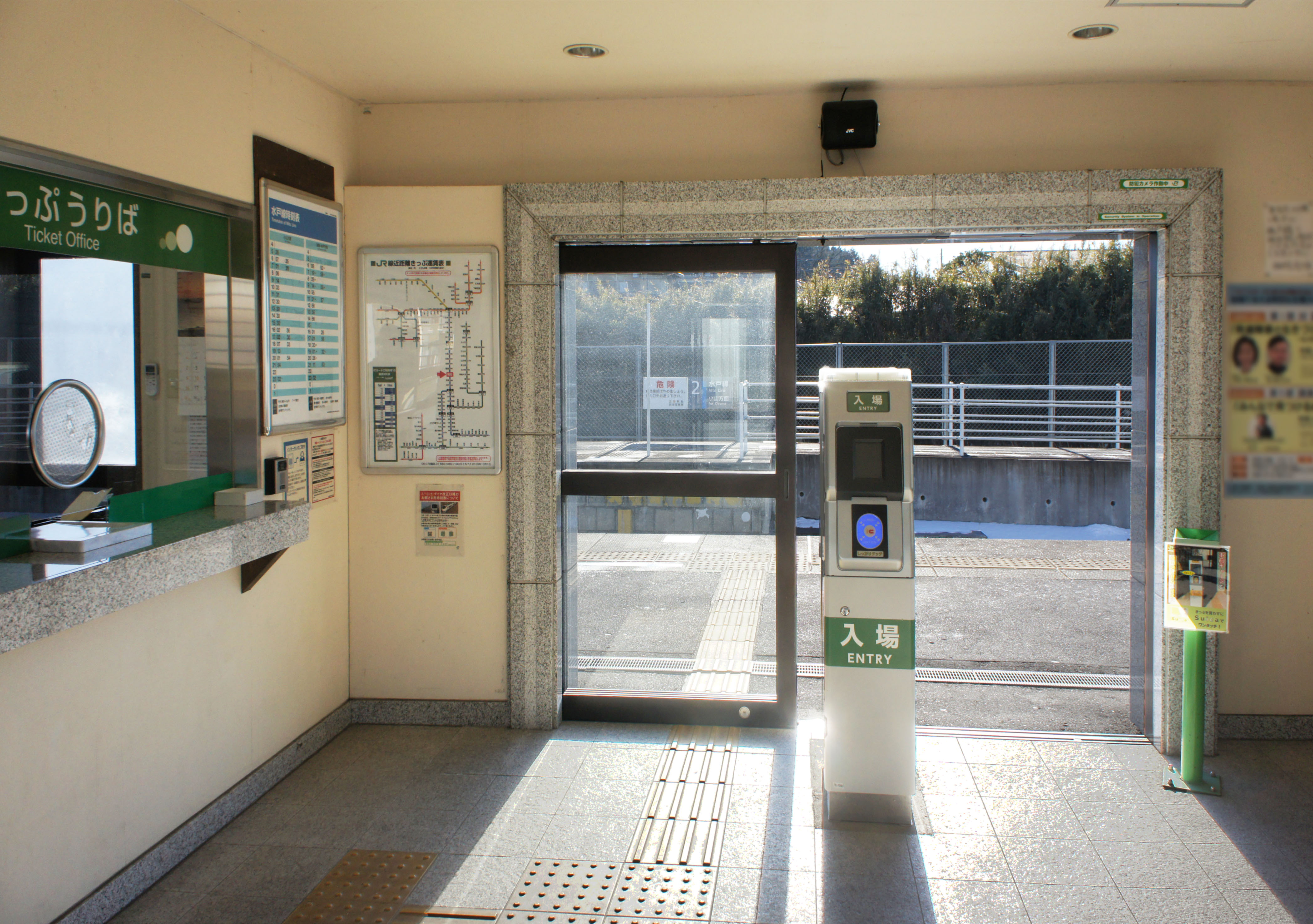
改札口（2022年1月）
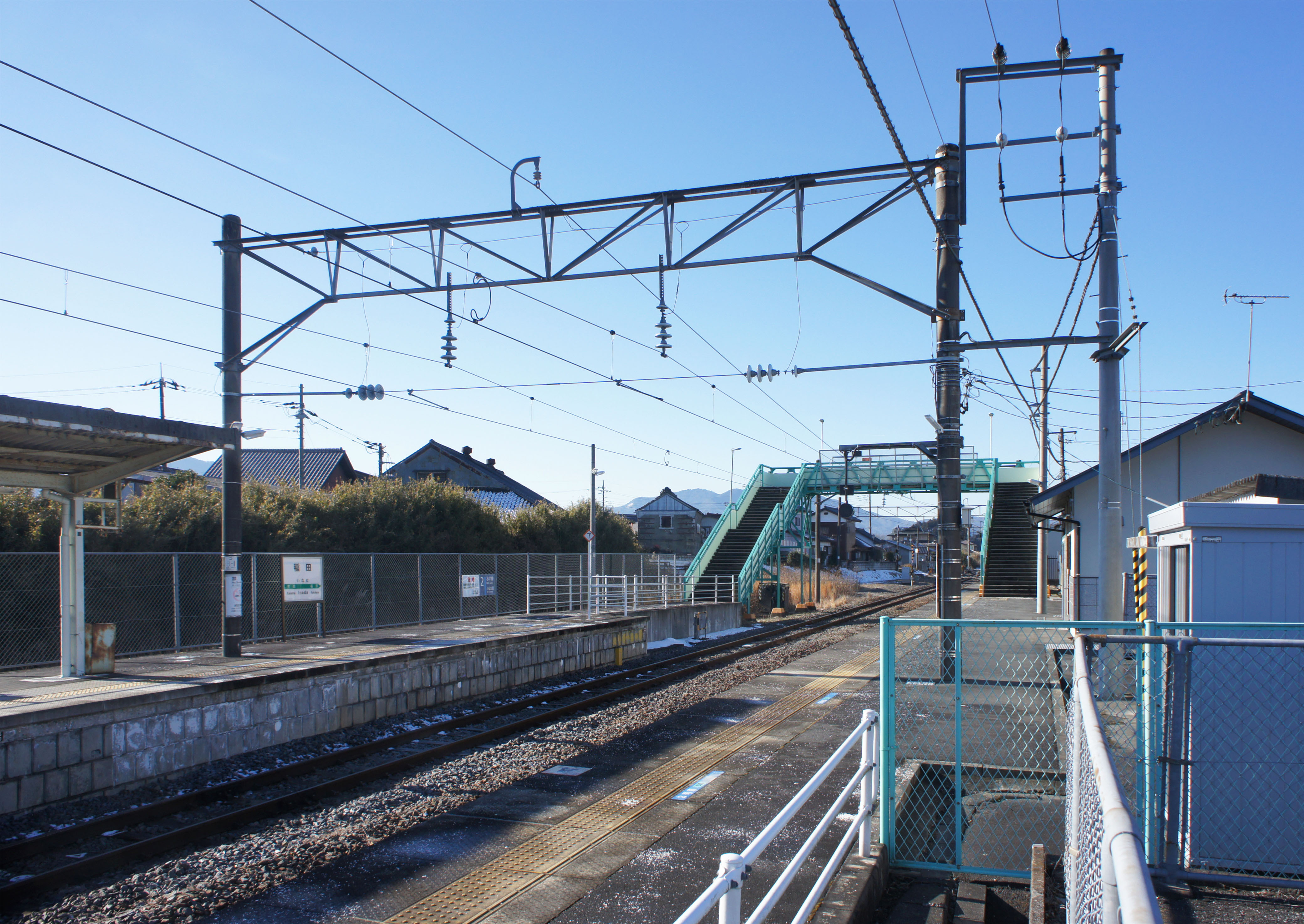
ホーム（2022年1月）

## 利用状況
JR東日本によると、2023年度（令和5年度）の1日平均乗車人員は134人である。
2000年度（平成12年度）以降の推移は以下の通り。
| 乗車人員推移       | 乗車人員推移     | 乗車人員推移    |
| 年度               | 1日平均 乗車人員 | 出典            |
| ------------------ | ---------------- | --------------- |
| 2001年（平成13年） | 302              | [ 利用客数 2 ]  |
| 2002年（平成14年） | 284              | [ 利用客数 3 ]  |
| 2003年（平成15年） | 282              | [ 利用客数 4 ]  |
| 2004年（平成16年） | 275              | [ 利用客数 5 ]  |
| 2005年（平成17年） | 271              | [ 利用客数 6 ]  |
| 2006年（平成18年） | 259              | [ 利用客数 7 ]  |
| 2007年（平成19年） | 250              | [ 利用客数 8 ]  |
| 2008年（平成20年） | 269              | [ 利用客数 9 ]  |
| 2009年（平成21年） | 252              | [ 利用客数 10 ] |
| 2010年（平成22年） | 232              | [ 利用客数 11 ] |
| 2011年（平成23年） | 212              | [ 利用客数 12 ] |
| 2012年（平成24年） | 205              | [ 利用客数 13 ] |
| 2013年（平成25年） | 200              | [ 利用客数 14 ] |
| 2014年（平成26年） | 176              | [ 利用客数 15 ] |
| 2015年（平成27年） | 161              | [ 利用客数 16 ] |
| 2016年（平成28年） | 155              | [ 利用客数 17 ] |
| 2017年（平成29年） | 162              | [ 利用客数 18 ] |
| 2018年（平成30年） | 168              | [ 利用客数 19 ] |
| 2019年（令和元年） | 147              | [ 利用客数 20 ] |
| 2020年（令和02年） | 119              | [ 利用客数 21 ] |
| 2021年（令和03年） | 128              | [ 利用客数 22 ] |
| 2022年（令和04年） | 139              | [ 利用客数 23 ] |
| 2023年（令和05年） | 134              | [ 利用客数 1 ]  |

## 駅周辺
- 西念寺
- 稲田神社
- 普門寺
- 国道50号
- 筑波銀行稲田支店（旧・関東つくば銀行店舗）
- 市営稲田駅前駐車場
- 市営稲田駅前自転車駐車場
- 石の百年館：地元の石材・稲田石等についての資料館で、2014年（平成26年）3月30日に当駅前に移転・開館[15]
- 茨城交通「稲田駅入口」停留所

## 隣の駅
東日本旅客鉄道（JR東日本）
■水戸線
福原駅 - 稲田駅 - 笠間駅

### 記事本文